# Spem in alium
Thomas Tallis' Spem in alium er en motet fra 1573, et korværk for 40 stemmer fordelt i otte kor. Det vides ikke til hvilken lejlighed dette værk er komponeret, men der har været gættet på Dronning Elizabeths 40-årsdag i 1573.
I 1500-tallet voksede disse masse-kompositioner i antal for at kulminere med Spem in alium.
Værket er brugt til en lydinstallation på udstillingen SOMETHING STRANGE THIS WAY på ARoS i Aarhus, i form af Janet Cardiffs lydværk The Forty Part Motet fra 2001.
Første line i satsen er Spem in Alium nunquam habui er på latin og den danske oversættelse er Jeg har aldrig sat min lid til nogen anden.
Begyndende med én stemme fra det første kor, istemmer flere stemmer i imitation for gradvist at forsvinde som musikken bevæger sig gennem de otte kor. Alle fyrre stemmer synger samtidig et par takter, hvorefter mønsteret fra åbningen gentages omvendt fra kor otte til kor et. Der er endnu en kort sektion for alle stemmer, hvorefter korene synger i par og kaster lyden mellem sig. Endelig samles alle stemmer til værkets kulminationen. Spem in alium er et studie i kontraster: de enkelte stemmer synger og er tavse på skift, nogle gange alene, nogle gange i kor, nogle gange kaldende og svarende, nogle gange i en stor enhed. Frem for at være et monotont rod præsenterer værket konstant nye ideér.